# 에스타디오 데 메스타야
에스타디오 데 메스타야(스페인어: Estadio de Mestalla)는 스페인의 축구 경기장이다. 발렌시아에 위치하고 있으며 지역 축구 클럽 발렌시아 CF의 홈 경기장이다.

## 기록

### 2002년 FIFA 월드컵 유럽 지역 예선
| 날짜           | 팀 1   | 스코어 | 팀 2       | 라운드 |
| -------------- | ------ | ------ | ---------- | ------ |
| 2001년 9월 1일 | 스페인 | 4 - 0  | 오스트리아 | 7조    |